# Nížkov

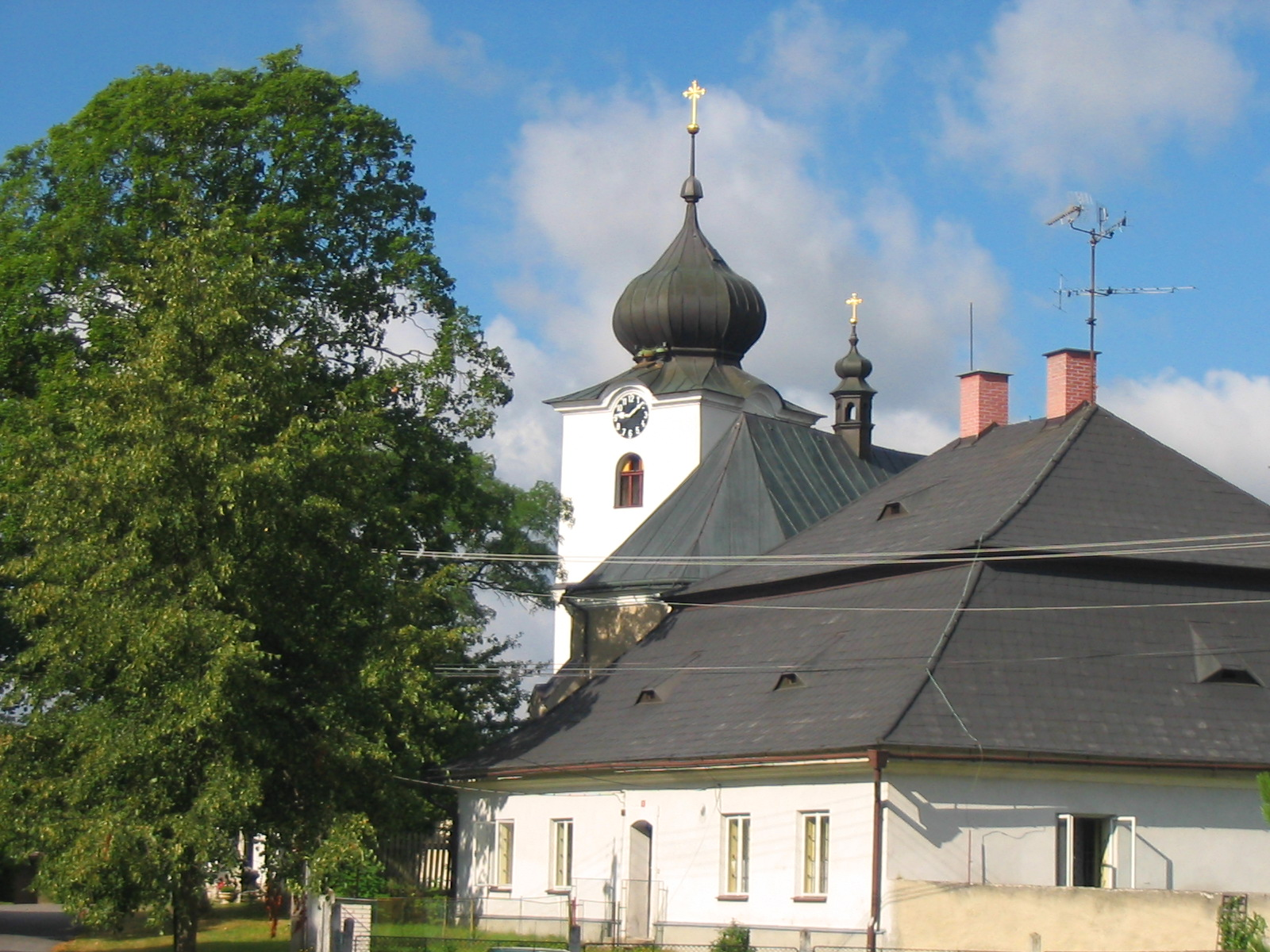
Kirche St. Nikolaus

Nížkov (deutsch Nischkau) ist eine Gemeinde im Okres Žďár nad Sázavou, Tschechien. Sie hat 961 Einwohner auf 18,32 km² und somit eine Bevölkerungsdichte von 52 Einw./km².

## Geographie
Nížkov liegt zwölf km südwestlich der Stadt Žďár nad Sázavou und acht km nordöstlich von Polná. Durch die Gemeinde fließt der Bach Poděšínský potok, in den hier der Sirákovský potok mündet.

## Geschichte
Die erste schriftliche Erwähnung des Ortes erfolgte 1234 als der Grundherr Jan von Polná das Zisterzienserkloster St. Bernhard (Cela sv. Bernarda) gründete. Neben dem Kloster entstand eine Holzkirche und die Mönche legten einen Weinberg an. Bereits nach fünf Jahren kehrten der Abt Slávek und die Brüder wegen der widrigen Lebensbedingungen und der vom Bistum Olmütz geltend gemachten Gebietsansprüche in ihr Mutterkloster Osek zurück.
Unter Nížkov befinden sich mehrere unterirdische Gänge, einer von ihnen führte wahrscheinlich zur Kirche.

## Gemeindegliederung
Die Gemeinde Nížkov besteht aus den Ortsteilen Buková (Bukau), Nížkov (Nischkau) und Špinov (Spinnhof), die zugleich auch Katastralbezirke bilden.

## Sehenswürdigkeiten
- Barocke Kirche des hl. Nikolaus, der in der zweiten Hälfte des 13. Jahrhunderts errichtete Bau erhielt seine heutige Gestalt 1753 durch den Anbau des Schiffes und die Erhöhung des Turmes. An der westlichen Vorderfront befindet sich das 1709 angelegte Ossarium, in dem sich  Schädel und Gebeine von etwa 8000 Menschen befinden.
- historisches Pfarrhaus mit Mansarddach
- Statue des hl. Johannes von Nepomuk vor dem Pfarrhaus, geschaffen 1868
- Gusseisernes Kreuz aus dem Jahre 1850, vor den Pfarrhaus
- Bildstock an der Straße nach Sázava, geschaffen 1748, er erinnert an das Ende der Pestjahre 1741–1748
- Steingewölbebrücke über den Poděšínský potok, erbaut 1889
- Steingewölbebrücke über die Sázava in der Lokalität U Červeného mlýna an der Bahnstation, drei Kilometer außerhalb von Nížkov